# 헤이니에르 제주스
헤이니에르 제주스 카르발류(포르투갈어: Reinier Jesus Carvalho, 2002년 1월 19일 ~ )는 줄여서 헤이니에르(포르투갈어: Reinier) 또는 흔히 헤이니에르 제주스(포르투갈어: Reinier Jesus)로 알려진 브라질의 축구 선수이다. 그의 포지션은 공격형 미드필더로, 현재 캄페오나투 브라질레이루 세리이 A의 아틀레치쿠 미네이루에서 활약하고 있다.

## 클럽 경력

### 초기 경력
헤이니에르는 브라질리아에서 전 풋살 선수 마우루 브라질리아의 아들로 태어났으며, 2011년 바스쿠 다 가마 유소년팀에 입단했다. 그는 플라멩구에 입단하기 전에 보타포구와 플루미넨시 유소년팀에서 뛰었다.

### 플라멩구
2019년 7월 31일, 헤이니에르는 이스타지우 두 마라카낭에서 열린 에멜레크와의 코파 리베르타도레스 16강 2차전에서 플라멩구 성인팀 데뷔전을 치렀다. 플라멩구는 2-0으로 승리하여 승부차기 끝에 8강에 진출하였다. 그는 다음주 주말인 8월 4일, 바이아와의 경기에서 리그 데뷔전을 치렀다.
2019년 11월 9일, 헤이니에르는 플라멩구와의 계약을 2024년 10월 31일까지 연장하였고, 방출 조항은 €35M으로 책정되었다.

### 레알 마드리드
2020년 1월 20일, 레알 마드리드는 플라멩구와 헤이니에르 이적에 합의했다고 발표했다. 그와 2026년 6월까지 계약을 체결했다. 그는 남은 시즌 동안 리저브 팀으로 배정되었다. 이적료는 €30m였다. 2020년 3월 7일, 그는 코룩소를 상대로 카스티야에서의 첫 골을 넣었다.

#### 보루시아 도르트문트 임대
2020년 8월 19일, 레알 마드리드는 헤이니에르가 2022년 6월 30일까지 보루시아 도르트문트로 임대될 것이라고 발표했다. 2021년 2월 27일, 그는 3-0으로 이긴 아르미니아 빌레펠트와의 홈 경기에서 보루시아 도르트문트에서의 첫 골을 기록했다.

#### 지로나 임대
2022년 8월, 그는 지로나로 1년 임대되었다.

## 국가대표팀 경력
헤이니에르는 2017년 남아메리카 U-15 챔피언십에 브라질 대표로 소집되었다. 그는 에콰도르와 베네수엘라전에서 선발로 출전하여 두 경기에서 득점을 기록했다.
2018년 3월 7일, 브라질 U-17 축구 국가대표팀 감독 파울루 빅토르 고메스는 헤이니에르를 프랑스에서 열리는 몽테규 대회에 소집했다. 그는 페루에서 열린 2019년 남아메리카 U-17 챔피언십에 브라질의 주장으로 출전하였고, 조별 리그 4경기에 모두 출전하여 3골을 득점하였다.
2021년 7월 2일, 헤이니에르는 2020년 하계 올림픽에 참가한 브라질 대표팀 명단에 이름을 올렸다.

## 수상 내역

### 클럽
플라멩구
- 캄페오나투 브라질레이루 세리이 A: 2019
- 코파 리베르타도레스: 2019[21]
- FIFA 클럽 월드컵 준우승: 2019

보루시아 도르트문트
- DFB-포칼: 2020–21

### 국가대표팀
브라질 U-23
- 올림픽 축구: 2020[22]